# ブルーノ・ヴィエイラ・ド・ナシメント
ブルーノ・ヴィエイラ（Bruno Vieira）ことブルーノ・ヴィエイラ・ド・ナシメント（ポルトガル語: Bruno Vieira do Nascimento、1985年8月30日 - ）は、ブラジルのサッカー選手。ポジションはDF。

## クラブ歴
2005年にSERCグアラニで選手となり、RSフチボウを経て、2006年にECジュベントゥージに加入した。2009年に同クラブからグアラニFCに期限付き移籍した。
2010年にフィゲイレンセFCに移籍した。2012年にフルミネンセFCに移籍した。2015年にサンパウロFCに移籍した。

## タイトル
フルミネンセ
- カンピオナート・ブラジレイロ・セリエA: 2012
- カンピオナート・カリオカ: 2012
- タッサ・グアナバラ: 2012

サンパウロ
- フロリダ・カップ: 2017